# Un homme pour l'éternité
Un homme pour l'éternité (A Man for All Seasons) est une pièce de théâtre de Robert Bolt créée en 1960 au Globe Theatre de Londres. 

## Argument
La vie de Thomas More jusqu'au martyre.

## Distinctions
- Tony Awards 1962[1]
  - Tony Award de la meilleure pièce
  - Tony Award du meilleur producteur (drame)
  - Tony Award du meilleur acteur dans une pièce pour Paul Scofield
  - Tony Award de la meilleure mise en scène pour une pièce pour Noel Willman

## Adaptations

### Films
- Un homme pour l'éternité, film de Fred Zinnemann (1966) qui reçoit 6 Oscars dont Meilleur film et Meilleur acteur pour Paul Scofield
- Un homme pour l'éternité, téléfilm de Charlton Heston (1988)

### Radio
- Sur la BBC Radio 4 avec John Franklyn-Robbins dans le rôle de Thomas More (28 février 1959)
- Sur la BBC Radio 4 avec Charles Dance dans le rôle de Thomas More (7 octobre 2006)